# Uglerodovskij
Uglerodovskij (in russo Углеродовский?) è un insediamento di tipo urbano della Russia europea meridionale situato nel distretto Krasnosulinskij dell'oblast' di Rostov.
Si trova 10 km a nord-est di Gukovo.